# 金沢湯涌夢二館
金沢湯涌夢二館（かなざわゆわくゆめじかん、Kanazawa Yuwaku Yumeji-Kan Museum）は、石川県金沢市湯涌温泉にある金沢市立の美術館および文化施設である。詩人画家、竹久夢二を顕彰するために2000年（平成12年）4月16日に開館し、作品のみならず伝記やゆかりの品々を展示している。夢二が、1917年（大正6年）年9月24日から10月16日まで湯涌温泉の山下旅館（現：お宿やました）に滞在したことにちなむ。
建物は2階建て。入口には受付とミュージアムショップがある。1階奥にはミニシアターと常設展示室があり、2階の企画展示室では年4回の特別展が開かれる。
入口横には竹久夢二像があり、裏手にある医王山薬師寺には、歌碑と夢二が歩いたとされる道がある。

## 利用案内
開館時間
午前9時 - 午後5時30分
休館日
年中無休(展示換えの時のみ休館)
観覧料
一般…310円
団体(20名以上)…260円
65歳以上…210円（祝祭日は無料）
高校生以下…無料
金沢市文化施設共通観覧券が使用できる。

## 周辺
- 湯涌温泉
  - 白鷺の湯 - 当館隣にある日帰り温泉施設。湯涌温泉総湯でもある。
  - 金沢湯涌江戸村